# Chivres-Val
Chivres-Val település Franciaországban, Aisne megyében. Lakosainak száma 532 fő (2022. január 1.). Chivres-Val Bucy-le-Long, Celles-sur-Aisne, Condé-sur-Aisne, Missy-sur-Aisne, Nanteuil-la-Fosse és Vregny községekkel határos.

## Népesség
A település népességének változása:
| Lakosok száma | 385  | 501  | 596  | 592  | 583  | 553  | 530  | 518  | 523  | 532  |
|               | 1968 | 1982 | 1990 | 2006 | 2013 | 2015 | 2017 | 2019 | 2020 | 2022 |